# Mino (district)
Mino (Japans: 美濃郡, Mino-gun) is een voormalig district van de prefectuur Shimane in Japan. Op 1 november 2004 werd het opgeheven.
Het district had voor de opheffing 4315 inwoners (2003) en besloeg een gebied van 432,72 km².

## Geschiedenis
- Op 1 november 2004 werden de gemeenten Hikimi en Mito samengevoegd tot de stad Masuda, hierop werd het district opgeheven.

Subprefectuur:
Oki

Steden:
Gotsu · Hamada · Izumo · Masuda · Matsue (hoofdstad) · Oda · Unnan · Yasugi

Districten:
Iishi · Kanoashi · Nita · Ochi · Oki
Gemeenten per district